# Sucre (província)
Sucre é uma província do Peru localizada na região de Ayacucho. Sua capital é a cidade de Querobamba.

## Distritos da província
- Belén
- Chalcos
- Chilcayoc
- Huaca-A
- Morcolla
- Paico
- Querobamba
- San Pedro de Larcay
- San Salvador de Quije
- Santiago de Paucaray
- Soras